# James Metcalf
James "Jimmy" Metcalf (Nueva York, 11 de marzo de 1925 - Santa Clara del Cobre, 27 de enero de 2012) fue un escultor, artista y educador estadounidense. Metcalf estableció y dirigió una comunidad de artesanos de cobre en Santa Clara del Cobre, Michoacán, México, desde la década de 1970 hasta su muerte en 2012.

## Biografía
Metcalf nació en la ciudad de Nueva York. Sus padres eran artistas de vidrieras, sobre todo contribuyendo a las ventanas de la Catedral de San Juan el Divino. Metcalf se dedicó al arte y la escultura cuando era adolescente. Se alistó en la 88 División de Infantería del Ejército de los Estados Unidos, apodada los Diablos Azules, cuando tenía 18 años. Metcalf luchó en el norte de Italia durante la Segunda Guerra Mundial y perdió tres de sus dedos durante el combate en Furlo Pass.
Metcalf asistió a la Academia de Bellas Artes de Pensilvania en Filadelfia y luego se inscribió en la Escuela Central de Artes y Oficios de Londres. Se le concedió una beca para estudiar metalurgia antigua y esencialmente se trasladó a Deyá en Mallorca, España en 1953. Allí se hizo amigo y colaboró con el escritor Robert Graves en su trabajo, Adam's Rib, publicado en 1955. Metcalf vivió en París de 1956 a 1965, donde ubicó su estudio en el Impasse Ronsin.
En 1965, Metcalf era un escultor consumado, con un estudio en Spring Street en SoHo. Sin embargo, estaba cansado del arte contemporáneo y se mudó a México. Se hizo amigo de destacados escritores y artistas, incluidos Carlos Fuentes y Carlos Pellicer, y fue el primero en presentar a Octavio Paz a Marcel Duchamp. Metcalf ganó el encargo de forjar la antorcha olímpica para los Juegos Olímpicos de Verano de 1968 en la Ciudad de México. Estuvo casado con la actriz mexicana Pilar Pellicer, su tercera esposa, con quien tuvo dos hijos y una hija. Metcalf se casó más tarde con la hermana menor de Pilar Pellicer, la escultora Ana Pellicer, su cuarta esposa.
Metcalf abrió un estudio y forja en 1967, donde enseñó a los artistas cómo crear jarrones con un borde grueso llamado El Borde Grueso. En 1973, Melcalf y Anna Pellicer fundaron la Casa de Artesana y una escuela. lo que se conocería como la Adolfo Best Maugard la Escuela de Artes y Oficios de Santa Clara del Cobre, la promoción de artistas indígenas y precolombino calderería y forja técnicas. A su trabajo se le atribuye la preservación del trabajo metalúrgico de la región.
Metcalf falleció en Santa Clara del Cobre, Michoacán, el 27 de enero de 2012, a la edad de 86 años Le sobrevivió su esposa, Ana Pellicer. Fue enterrado en Santa Clara del Cobre, cerca de varias de sus esculturas.